# آلبرت آناستازیا
اومبرتو " آلبرت " آناستازیا  ( ‎/ˌænəˈsteɪʒə/‎)(تلفظ ایتالیایی: [umˈbɛrto anastaˈziːa]؛ با نام اصلی آنستازیو [anaˈstaːzjo]؛ ۲۶ سپتامبر ۱۹۰۲ - ۲۵ اکتبر ۱۹۵۷) یک گانگستر ایتالیایی-آمریکایی، قاتل حرفه‌ای و رئیس مافیا بود. او یکی از بنیانگذاران مافیای مدرن آمریکا و از مؤسسان سازمان "شرکت قتل" بود که بعدها به ریاست آن رسید. آنستازیا در نهایت به مقام رهبری خاندان جنایی گامبینو (که به شکل امروزی آن تبدیل شد) دست یافت. آنستازیا همچنین در طول بیشتر دوران فعالیت جنایی‌اش کنترل سواحل نیویورک را در دست داشت، عمدتاً از طریق اتحادیه‌های کارگران بارانداز.  آنستازیا در ۲۵ اکتبر ۱۹۵۷ به دستور ویتو جنووزه و کارلو گامبینو به قتل رسید. گامبینو پس از این واقعه به عنوان رئیس جدید خانواده منصوب شد.
آنستازیا یکی از بی‌رحم‌ترین و مخوف‌ترین چهره‌های جنایت سازمان‌یافته در تاریخ آمریکا بود. شهرت او باعث شد به القابی همچون "زمین‌لرزه"، "ارتش یک‌نفره"، "کلاهدوز دیوانه" و "جلاداعظم" ملقب شود.

## زندگی اولیه
اومبرتو آناستازیو در ۲۶ سپتامبر ۱۹۰۲ در پارگالیا، کالابریا، ایتالیا به دنیا آمد. پدرش بارتولومئو آناستازیو کارگر راه آهن بود که پس از جنگ جهانی اول درگذشت و نه فرزند از خود به جای گذاشت. او هفت برادر به نام‌های رافائل، فرانک، آنتونی، جوزف، جراردو، لوئیجی (که به استرالیا مهاجرت کرد) و سالواتور، و یک خواهر به نام ماریا داشت.
در سال ۱۹۱۹، آناستازیو به همراه برادرانش جوزف، آنتونی و جراردو پس از فرار از کشتی باری که در نیویورک مشغول به کار بودند، به طور غیرقانونی وارد ایالات متحده شدند. آنها به عنوان کارگر بارانداز در بندر بروکلین شروع به کار کردند.
در ۱۷ مارس ۱۹۲۱، آناستازیو به اتهام قتل جورج تورینو، یک کارگر بارانداز، محکوم و به اعدام محکوم شد. او به زندان سینگ سینگ منتقل شد، اما به دلیل یک مشکل حقوقی در سال ۱۹۲۲ محاکمه مجددی برای او برگزار شد و با ناپدید شدن چهار شاهد اصلی، آزاد شد. در این مدت، نام خانوادگی خود را از "آناستازیو" به "آناستازیا" تغییر داد. در ۶ ژوئن ۱۹۲۳، او به اتهام حمل غیرقانونی اسلحه به دو سال زندان محکوم شد. در سال ۱۹۲۸ به اتهام قتل در بروکلین تحت تعقیب قرار گرفت، اما شاهدان یا ناپدید شدند یا از شهادت خودداری کردند.
در سال ۱۹۳۷، آناستازیو با السا بارگنسی ازدواج کرد و صاحب چهار فرزند شد: دو پسر به نام‌های اومبرتو و ریچارد، و دو دختر به نام‌های جویانا و گلوریانا.

## صعود به قدرت
در اواخر دهه ۱۹۲۰، آناستازیا به یکی از رهبران ارشد اتحادیه بین‌المللی کارگران بارانداز (ILA) تبدیل شد و کنترل شش شعبه محلی این اتحادیه در بروکلین را در دست گرفت. او با جوزپه "جو باس" ماسریا، رئیس قدرتمند مافیای سیسیلی‌تبار در بروکلین، متحد شد. به زودی با چهره‌های آینده‌دار مافیا مانند جو آدونیس، چارلز "لاکی" لوچیانو، ویتو جنووزه و فرانک کاستلو ارتباط نزدیک برقرار کرد.

## جنگ کاستلامارزه
در اوایل سال ۱۹۳۱، جنگ کاستلامارزه بین ماسریا و سالواتوره مارانزانو آغاز شد. لوچیانو در یک توافق پنهانی با مارانزانو، موافقت کرد ترور رئیس خود، ماسریا، را ترتیب دهد در ازای دریافت امتیازات ماسریا و تبدیل شدن به معاون مارانزانو.  
در ۱۵ آوریل، لوچیانو ماسریا را به رستوران نووا ویلا تامارو در کانی آیلند کشاند. در حالی که این دو مشغول بازی کارت بودند، لوچیانو به بهانه رفتن به دستشویی محل را ترک کرد. آناستازیا و سایر تیراندازان - از جمله جو آدونیس، ویتو جنووزه و بنجامین "باگزی" سیگل - ماسریا را به ضرب گلوله کشتند. سیرو "پادشاه کنگر فرنگی" ترانووا راننده ماشین فرار بود. گفته می‌شود ترانووا آنقدر دستپاچه شده بود که نتوانست فرار کند و سیگل مجبور شد او را از جای راننده کنار بزند. لوچیانو کنترل خانواده ماسریا را به دست گرفت و جنووزه به عنوان معاون او منصوب شد.  
در سال ۱۹۳۲، آناستازیا به اتهام قتل یک مرد با استفاده از چاقوی یخ شکن تحت تعقیب قرار گرفت، اما پرونده به دلیل عدم وجود شاهد مختومه شد. سال بعد، او به اتهام قتل یک کارگر خشکشویی مجدداً تحت تعقیب قرار گرفت، اما باز هم هیچ شاهد حاضر به شهادت نبود.  

## شرکت قتل
لوچیانو به پاس وفاداری آناستازیا، او و لوئیس "لپکه" بوخالتِر (قاچاقچی ارشد کارگری کشور) را مسئول بازوی اجرایی سندیکای ملی جنایت به نام "شرکت قتل" کرد. این گروه که با نام "پسران براونزویل" نیز شناخته می‌شد، متشکل از قاتلان حرفه‌ای یهودی و ایتالیایی بود که از پشت مغازه آب‌نبات‌فروشی "میدنایت رُزِز" متعلق به گانگستر لوئیس کاپون در محله براونزویل بروکلین فعالیت می‌کرد. تخمین زده می‌شود این گروه در ده سال فعالیت خود هزاران قتل انجام داد که بسیاری از آنها هرگز حل نشد. آناستازیا به خاطر رهبری در مردر اینک به القاب "کلاهدوز دیوانه" و "دژخیم اعظم" ملقب شد.
در سال ۱۹۳۵، "کمیسیون" (نهاد حاکمیتی تشکیل‌شده توسط لوچیانو پس از قتل مارانزانو در ۱۹۳۱) به دچ شولتز دستور داد از برنامه ترور توماس ئی. دیویی (دادستان ویژه) صرف‌نظر کند، چرا که از واکنش شدید قانون‌گذاران هراس داشتند. شولتز خشمگین از جلسه خارج شد. آناستازیا به لوچیانو اطلاع داد که شولتز از او خواسته ساختمان آپارتمان دیویی در خیابان پنجم را زیر نظر بگیرد. کمیسیون در نشستی محرمانه پس از شش ساعت بحث، به بوخالتِر دستور حذف شولتز را داد. در ۲۳ اکتبر ۱۹۳۵، شولتز در یک میخانه در نیوآرک نیوجرسی هدف گلوله قرار گرفت و روز بعد درگذشت.
در ۷ ژوئن ۱۹۳۶، لوچیانو در پی پیگردهای دفتر دیویی به رهبری یونیس کارتر، به ۶۲ فقره اتهام قوادی محکوم شد و در ۱۸ ژوئیه به ۳۰ تا ۵۰ سال حبس محکوم گردید. جنووزه به عنوان رئیس موقت منصوب شد، اما در ۱۹۳۷ پس از اتهام قتل سال ۱۹۳۴ به ایتالیا گریخت و فرانک کاستلو رهبری موقت خانواده لوچیانو را برعهده گرفت.
در مه ۱۹۳۹، آناستازیا دستور قتل موریس دایموند، مقام اتحادیه رانندگان کامیون در بروکلین را صادر کرد که در برابر کنترل بوخالتِر بر منطقه پوشاک منهتن مقاومت کرده بود. در تابستان همان سال، او ترتیب قتل پیتر پانتو، فعال اتحادیه کارگران بارانداز را داد که خواهان اصلاحات دموکراتیک در شعب محلی اتحادیه بود و از تهدیدات مقامات اتحادیه نترسیده بود. جسد پانتو در ۱۴ ژوئیه ۱۹۳۹ در مزرعه‌ای در نیوجرسی پیدا شد.
در سال ۱۹۴۱، آبه رِلِس، رهگر گانگستر براونزویل که یک دهه برای مردر اینک قاتل اجاره می‌کرد، دستگیر شد و به این گروه پایان داد. رِلِس برای فرار از اعدام به همکاری با دولت تن داد و منجر به محکومیت هفت عضو مردر اینک شد. مدارکی نیز داشت که آناستازیا را در قتل‌های دایموند و پانتو متهم می‌کرد. آناستازیا برای قتل رِلِس ۱۰۰٬۰۰۰ دلار جایزه تعیین کرد. در ۱۲ نوامبر ۱۹۴۱، جسد رِلِس روی سقف رستوران هتل هاف مون در کانی آیلند پیدا شد. در سال ۱۹۵۱، هیئت منصفه مرگ او را حادثه‌ای اعلام کرد، اما بسیاری مظنون به قتل بودند.
در بهار ۱۹۴۲، آناستازیا دستور قلم همدست خود آنتونی رومئو را صادر کرد که در پرونده قتل پانتو بازداشت و بازجویی شده بود. جسد رومئو در پایان ژوئن در گایِنکورت دلاور با آثار ضرب و شتم و شلیک متعدد پیدا شد.

## جنگ جهانی دوم
در طول جنگ جهانی دوم، گزارش‌ها حاکی است که آناستازیا طرحی برای عفو لوچیانو (که در زندان بود) از طریق مشارکت در تلاش‌های جنگی طراحی کرد. با توجه به نیاز ایالات متحده به متحدانی در سیسیل برای پیشبرد عملیات حمله به ایتالیا و تمایل نیروی دریایی آمریکا به اختصاص منابعش برای جنگ، آناستازیا توافقی ترتیب داد تا با ارائه حمایت مافیا از بنادر و کمک لوچیانو از طریق ارتباطاتش در سیسیل، شرایط زندان لوچیانو تسهیل شده و در نهایت مشمول عفو مشروط شود.
در سال ۱۹۴۲، آناستازیا به ارتش آمریکا پیوست - احتمالاً با انگیزه فرار از تحقیقات جنایی که در حال متلاشی کردن مردر اینکورپوریتد بود. او با رسیدن به درجه سرجوخه فنی، در فورت ایندیان‌تاون گپ پنسیلوانیا به آموزش سربازان برای کار در باراندازها پرداخت. در سال ۱۹۴۳، به پاس خدمات نظامی‌اش، تابعیت آمریکا را دریافت کرد. سال بعد با مرخصی شرافتمندانه از ارتش خارج شد و به همراه خانواده به یک خانه رانچ در بلاف رود فورت لی، نیوجرسی نقل مکان کرد.
در سال ۱۹۴۵، مقامات نظامی آمریکا در سیسیل، جنووزه را برای محاکمه به اتهام قتل فردیناند بوچیا در سال ۱۹۳۴ به آمریکا بازگرداندند. اما پس از مرگ شاهد اصلی دادگاه، تمام اتهامات علیه جنووزه لغو شد. در سال ۱۹۴۶، فرماندار نیویورک توماس ئی. دیویی حکم لوچیانو را تخفیف داد و دولت فدرال بلافاصله او را به ایتالیا تبعید کرد.
در سال ۱۹۴۸، آناستازیا یک کارخانه خیاطی در هیزلتون پنسیلوانیا خریداری کرد و کنترل فعالیت‌های بارانداز را به برادرش آنتونی سپرد.

## توطئه برای سرنگونی
جنووزه برای تسلط بر خانواده لوچیانو نیاز به حذف کاستلو داشت. اما این کار بدون از میان برداشتن آناستازیا ممکن نبود. جنوزه با استفاده از رفتارهای خشن آناستازیا علیه او، تلاش کرد حامیان بیشتری جذب کند. او آناستازیا را به عنوان یک قاتل غیرقابل پیش‌بینی معرفی می‌کرد که توجه پلیس را به کوزا نوسترا جلب می‌کند. همچنین جنووزه به فروش عضویت در خانواده جنایت به مبلغ ۵۰٬۰۰۰ دلار توسط آناستازیا اشاره کرد که نقض آشکار قوانین کمیسیون بود و بسیاری از گانگسترهای ارشد را خشمگین کرده بود. به گفته والاچی، آناستازیا مقادیر زیادی پول در شرط‌بندی‌های اسب‌دوانی از دست داده بود و این او را غیرقابل پیش‌بینی‌تر کرده بود.
در طول چند سال بعد، جنووزه به طور پنهانی حمایت کارلو گامبینو، کاپو رجیم آناستازیا را جلب کرد و در ازای همکاری، رهبری خانواده آناستازیا را به او وعده داد.
در ۲۳ مه ۱۹۵۵، آناستازیا به جرم فرار مالیاتی در اواخر دهه ۱۹۴۰ گناهکار شناخته شد. در ۳ ژوئن ۱۹۵۵، به یک سال حبس فدرال و ۲۰٬۰۰۰ دلار جریمه محکوم شد. پس از محکومیت، دولت فدرال درخواست لغو تابعیت آناستازیا را برای اخراج او ارائه داد، اما در ۱۹ سپتامبر ۱۹۵۵، دادگاه عالی این حکم را لغو کرد.
در اوایل ۱۹۵۷، جنووزه تصمیم به حذف کاستلو گرفت. در ۲ مه ۱۹۵۷، وینسنت جیگانته کاستلو را در بیرون از آپارتمانش مورد اصابت گلوله قرار داد. اگرچه زخم سطحی بود، اما کاستلو را متقاعد کرد تا قدرت را به جنووزه واگذار کند و بازنشسته شود. جنووزه اکنون کنترل خانواده جنووزه را در دست داشت. بونانو ادعا کرد با ترتیب یک جلسه، مانع از اقدام فوری آناستازیا برای جنگ با جنووزه شده است.
در ۱۷ ژوئن همان سال، فرانک اسکالیسی، معاون آناستازیا و مسئول مستقیم فروش عضویت به گامبینو، به قتل رسید. به گفته والاچی، آناستازیا پس از پیشنهاد بخشش تهدیدات اسکالیسی برای انتقام، قتل او و برادرش جوزف را تأیید کرد.

## در فرهنگ عامه
پس از قتل آناستازیا:
- صندلی‌های آرایشگاه هتل پارک شرایتون طوری چیده شدند که به آینه پشت نکنند
- صندلی مخصوص آناستازیا با قیمت ۷۰۰۰ دلار حراج شد
- در فوریه ۲۰۱۲، این صندلی به نمایش در موزه مافیا در لاس وگاس گذاشته شد
فیلم‌ها:
- شخصیت خیالی «جانی فرندلی» (با بازی لی جی. کاب) در فیلم کلاسیک آمریکایی «در بارانداز» (۱۹۵۴) تا حدی بر اساس آناستازیا خلق شده بود
- فیلم «درون مافیا» (۱۹۵۹) با صحنه قتل آناستازیا آغاز می‌شود
- در فیلم «آنالایز دیس» (۱۹۹۹) با بازی رابرت دنیرو به قتل آناستازیا و نشست آپالاچین ۱۹۵۷ اشاره شده
- بازیگران مختلفی در فیلم‌های زیر نقش آناستازیا را بازی کرده‌اند:
فائوستو توتزی در «پرونده‌های والاچی» (۱۹۷۲)
ریچارد کونته در فیلم ایتالیایی «برادر من آناستازیا» (۱۹۷۳)
جانی روسو در فیلم «لپکه» (۱۹۷۵)
گری پاستور در «مرد ایرلندی» و «شهر مافیا» (۲۰۱۹)
مایکل ریسپولی در «شوالیه‌های آلتو» (۲۰۲۵)
تلویزیون:
- در سریال «مَش» به مرگ آناستازیا اشاره شده (با وجود اینکه جنگ کره چهار سال قبل از قتل او پایان یافته بود)
- در «کاخ سفید» (فصل ۴، قسمت ۱۱) شخصیتی به نام جولز زیگلر که عضو سابق مردر اینک بوده، درباره زمان قتل آناستازیا صحبت می‌کند
- در «سوپرانوها»، تونی سوپرانو به عموی خود اشاره می‌کند که عکس آناستازیا را روی زمین آرایشگاه دیده است
- گاس زوکو در سریال مستندنمای «ساخت مافیا: نیویورک» نقش آناستازیا را بازی کرده است
- شخصیت اصلی سریال «دیرتی جان» ادعا می‌کند از نوادگان آناستازیا است
ادبیات:
- در رمان «روی شغال» (۱۹۷۳) به یک محافظ خیالی آناستازیا اشاره شده
- در پیش‌درآمد رمان «درخشش»، انتقام خیالی برای قتل آناستازیا توصیف شده
- رمان «رقص با آلمندرا» اثر مایرا مونترو بر اساس قتل آناستازیا نوشته شده
بازی‌های ویدیویی:
- در بازی «مافیا ۲»، شخصیت دون آلبرتو کلمنته با الهام از آناستازیا خلق شده است
موسیقی:
- رپر ریک راس میکستیپ ۲۰۱۰ خود را «آلبرت آناستازیا ئی.پی» نامید
- گروه راک سایکدلیک سنت جان گرین در آهنگ «لرزه‌های لذت» به آناستازیا اشاره کرده است